# Paul Jamin
Paul Jamin, nacido el 9 de febrero de 1853 en París y fallecido en la misma ciudad el 10 de julio de 1903, fue un pintor francés perteneciente a la corriente académica, volcado principalmente en la pintura historicista en torno a motivos prehistóricos y de la historia de las Galias.

## Biografía
Paul Joseph Jamin nació en París el 9 de febrero de 1853, hijo del físico Jules Jamin. Destinado inicialmente a la carrera politécnica por su padre, esta orientación le proporcionaría una completa formación en las distintas técnicas del dibujo. Posteriormente emprendió una carrera artística en el taller de Gustave Boulanger, con el que se presentó al Premio de Roma, y después lo intentó de nuevo con Jules Lefebvre, aunque finalmente abandonó en lo sucesivo la perspectiva de poder obtener este premio.
En marzo de 1879 participó en el Salón de pintura y de escultura, donde recibió una mención honorífica por uno de sus trabajos en 1882. Al año siguiente ingresó en la Sociedad de Artistas Franceses.
Atraído por la pintura de temas históricos, se orienta entonces en asuntos de historia antigua, sobre todo de la prehistoria y de la antigüedad gala, donde expresa sus ideas patrióticas en un estilo académico. Su trabajo artístico se acompañaba de investigación documental, coleccionando y copiando números objetos arqueológicos que aparecen luego representados en sus telas. En 1888 pinta "Le rapt, à l'âge de la pierre" (El rapto en la edad de la piedra), cuadro conservado en el Museo de Bellas Artes de Reims. Su cuadro más conocido es "Le Brenn et sa part de butin" (El Brenno y su parte del botín) (1893, museo de Bellas Artes de La Rochelle) que muestra al jefe de los Brennos que contempla unas mujeres desnudas y encadenadas, durante el saqueo de Roma.

En 1898 realizó un gran mural para la Sorbona titulado "Le Retour des hommes est signalé" (El Regreso de los hombres está señalado). Su última tela fue "Un Peintre décorateur à l'âge de la pierre" (Un Pintor decorador de la edad de la piedra) en 1903. Falleció ese mismo año en París.

## Galería de imágenes

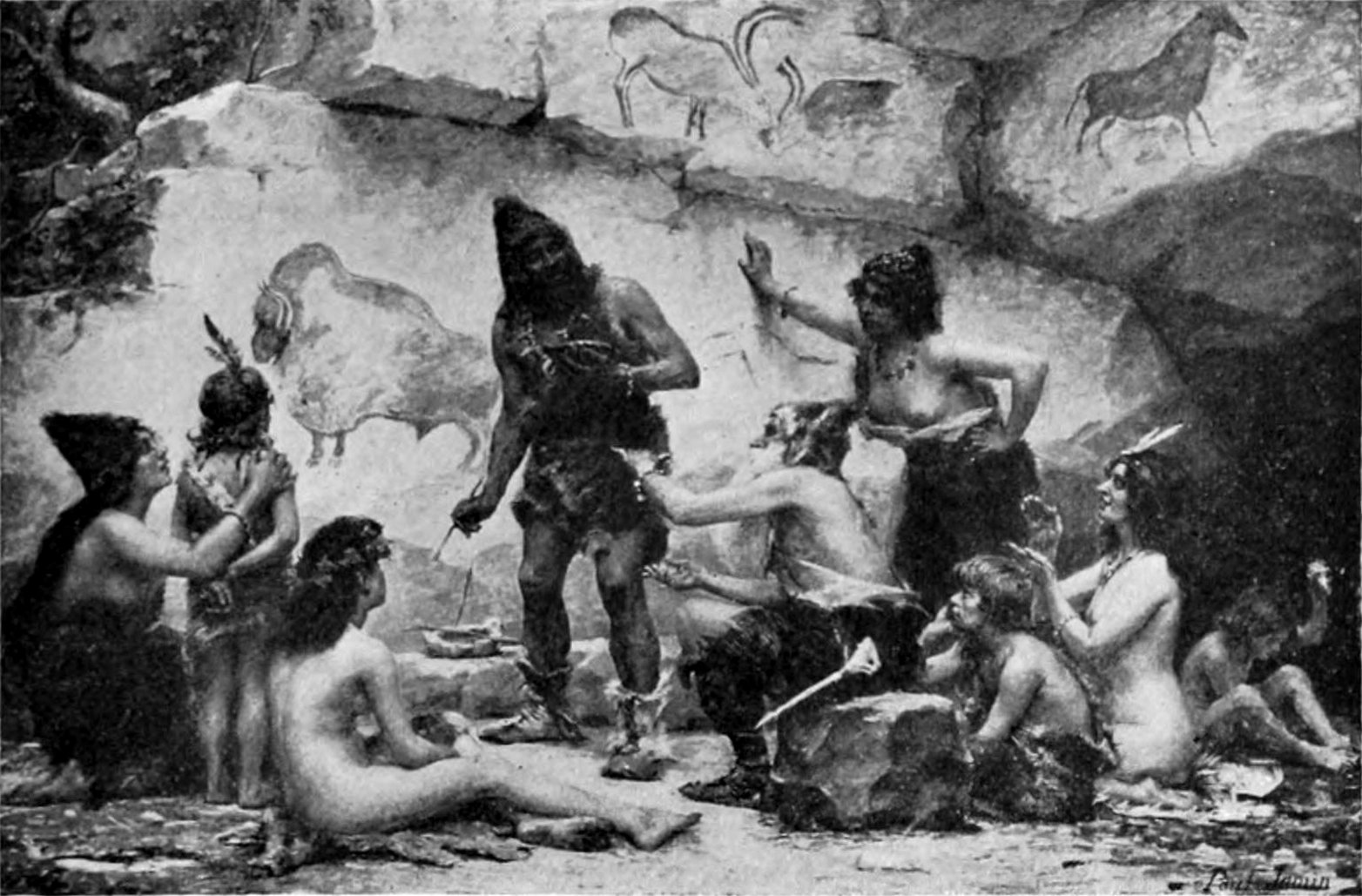
Pintor decorador
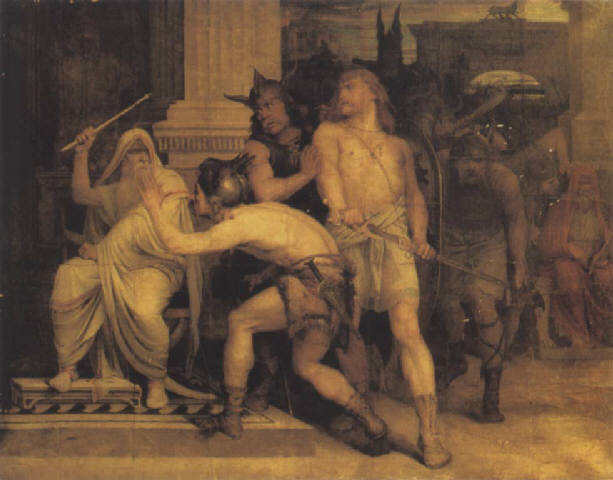
Toma de Roma por los galos
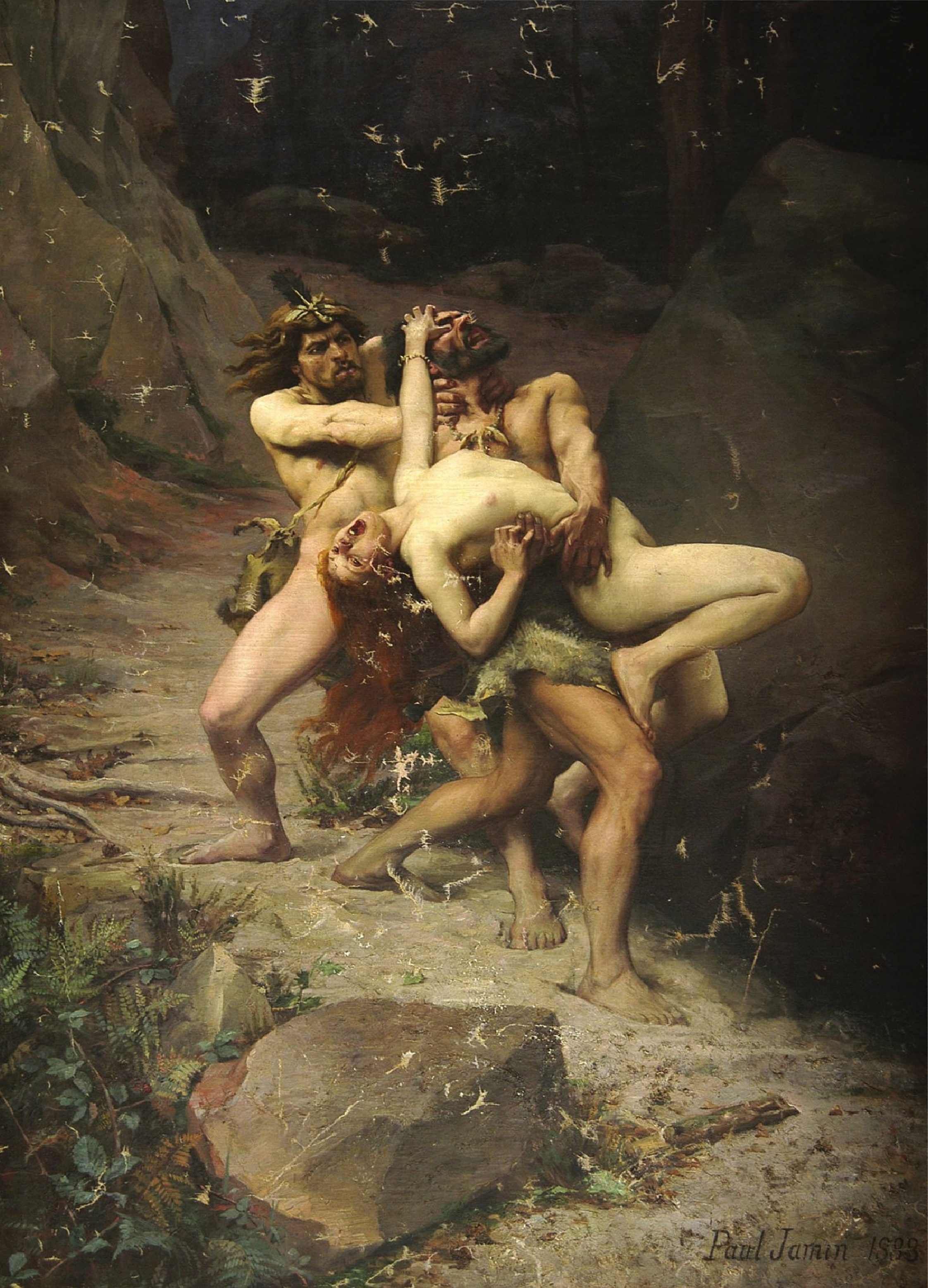
Rapto en la edad de piedra
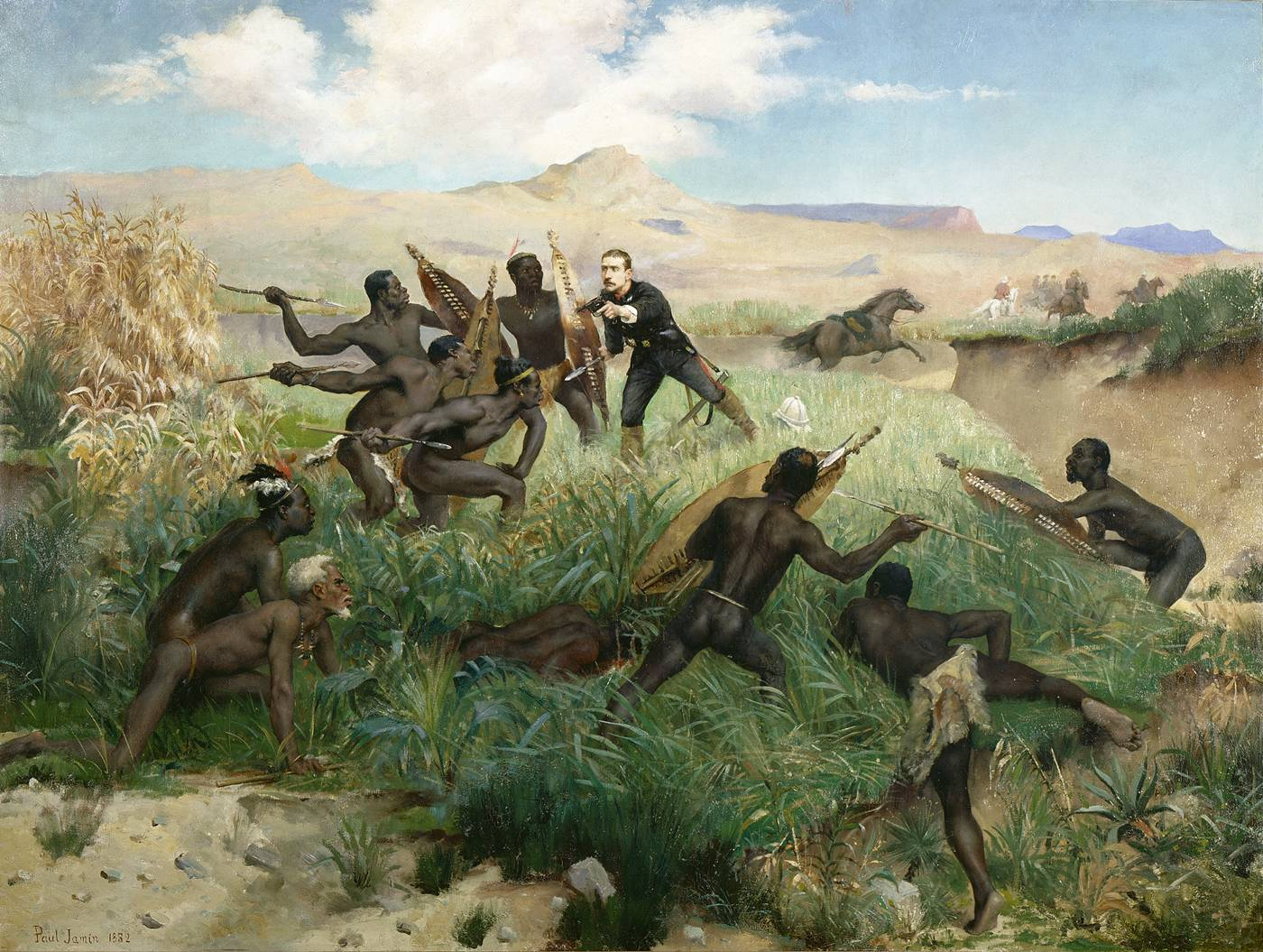
Muerte del príncipe imperial